# 生鮮食品
生鲜食品是指尚未加工、保存且尚未变质的食物。对于蔬菜和水果而言，是指最近采摘并经过适当处理；对于肉类而言，是指刚被屠宰和切割；对于食用水产品而言，是指刚被捕捞或收获并保持冷冻。
奶制品是生鲜食品但会迅速变质，所以生鲜奶酪是指未经干燥或成熟的奶酪，酸奶油（法式酸奶油）也可以认为是生鲜食品。
生鲜食品是未经干燥、熏制、盐腌、冷冻、罐装、腌制或其他方法处理的食品。

## 烹饪
生鲜食品可以最大限度保存其中的营养物质，但烹饪可以增添食物的美味，却也会改变其营养成分；烹制食物没有被长时间冷藏、保温或重新加热，或是由剩飯烹制而成，通常被认为是保持营养健康的食物。